# Гурлитт, Вилибальд
Вилиба́льд Лю́двиг Фердина́нд Гу́рлитт (нем. Wilibald Ludwig Ferdinand Gurlitt; 1 марта 1889, Дрезден, Саксония, Германия — 15 декабря 1963, Фрайбург-им-Брайсгау, Баден-Вюртемберг, Германия) — немецкий музыковед, лексикограф и педагог. Представитель рода Гурлиттов. Сын Корнелиуса Гурлитта. Член Майнцской академии науки и литературы (1950).

## Биография
Ученик Хуго Римана и Арнольда Шеринга. В 1920 году возглавил Институт музыковедения при Фрайбургском университете. В 1929—1958 годах профессор кафедры музыковедения (с перерывом при нацистах в 1937—1945 годах). С 1946 одновременно преподавал в Бернском и Базельском университетах. Среди учеников: Конрад Амельн, Фриц Дитрих, Вильгельм Эман, Йозеф Мюллер-Блаттау, Генрих Бесселер, Райнхольд Хаммерштейн, Харальд Хекман, Гюнтер Биркнер, Вольфганг Рем, Курт фон Фишер и другие. Был участником нового органного движения. В своих музыковедческих трудах обращался к вопросам органного искусства, музыкальной иконографии, барочной музыке (особенно творчеству Иоганна Себастьяна Баха). Существенно развил теорию идеальной нормы звучания как характеристики определённого музыкально-исторического периода («Klangstil»). Был издателем Музыкального словаря Римана (12-е, переработанное, издание), журнала «Archiv für Musikwissenschaft», собраний сочинений Михаэля Преториуса и Дитриха Букстехуде.